# General Hospital
General Hospital (abreviada como GH) é uma soap opera estadunidense exibida originalmente, creditado como a mais duradoura série dramática pelo Guinness World Records, estando em atividade pela ABC desde 1963.

## Elenco

### Elenco principal
| Ator/Atriz            | Personagem             | Ano                           |
| --------------------- | ---------------------- | ----------------------------- |
| Vinessa Antoine       | Jordan Ashford         | 2014–                         |
| Maurice Benard        | Sonny Corinthos        | 1993–                         |
| Teresa Castillo       | Sabrina Santiago       | 2012–                         |
| Tyler Christopher     | Nikolas Cassadine      | 1996–99, 2003–11, 2013–       |
| Tyler Christopher     | Connor Bishop          | 2004–05                       |
| Bryan Craig           | Morgan Corinthos       | 2013–                         |
| William deVry         | Julian Jerome          | 2013–                         |
| Chad Duell            | Michael Corinthos      | 2010–                         |
| Michael Easton        | Silas Clay             | 2013–                         |
| Michael Easton        | John McBain            | 2012–13                       |
| Michael Easton        | Stephen Clay           | 2013                          |
| Jane Elliot           | Tracy Quartermaine     | 1978–80, 1989–93, 1996, 2003– |
| Hayley Erin           | Kiki Jerome            | 2015–                         |
| Anthony Geary         | Luke Spencer           | 1978–84, 1993–                |
| Anthony Geary         | Bill Eckert            | 1991–93                       |
| Anthony Geary         | Cesar Faison           | 2014                          |
| Anthony Geary         | Tim Spencer            | 2015                          |
| Nancy Lee Grahn       | Alexis Davis           | 1996–                         |
| Rebecca Herbst        | Elizabeth Webber       | 1997–                         |
| Rebecca Herbst        | Jessie Brewer          | 2015                          |
| Roger Howarth         | Franco                 | 2013–                         |
| Roger Howarth         | Todd Manning           | 2012–13                       |
| Finola Hughes         | Anna Devane            | 1985–91, 1995, 2006–08, 2012– |
| Finola Hughes         | Liesl Obrecht          | 2013                          |
| Lisa LoCicero         | Olivia Falconeri       | 2008–                         |
| Billy Miller          | Jason Morgan           | 2014–                         |
| Kelly Monaco          | Sam Morgan             | 2003–                         |
| Kelly Monaco          | Alicia Montenegro      | 2005                          |
| Ryan Paevey           | Nathan West            | 2013–                         |
| Tequan Richmond       | TJ Ashford             | 2012–                         |
| Emme Rylan            | Lulu Spencer Falconeri | 2013–                         |
| Brytni Sarpy          | Valerie Spencer        | 2015–                         |
| Michelle Stafford     | Nina Clay              | 2014-                         |
| Kirsten Storms        | Maxie Jones            | 2005–11, 2012–                |
| Jason Thompson        | Patrick Drake          | 2005–                         |
| Jason Thompson        | Steve Hardy            | 2015                          |
| Robert Palmer Watkins | Dillon Quartermaine    | 2015–                         |
| Maura West            | Ava Jerome             | 2013–                         |
| Laura Wright          | Carly Corinthos        | 2005–                         |
| Laura Wright          | Lena Spencer           | 2015                          |
| Dominic Zamprogna     | Dante Falconeri        | 2009–                         |

### Elenco recorrente
| Ator/Atriz                | Personagem                    | Ano                                             |
| ------------------------- | ----------------------------- | ----------------------------------------------- |
| Harper Rose Barash        | Georgie Spinelli              | 2015–                                           |
| Nicolas Bechtel           | Spencer Cassadine             | 2013–                                           |
| Phil Brewer               | 2015                          |                                                 |
| Leslie Charleson          | Monica Quartermaine           | 1977–                                           |
| Derk Cheetwood            | Max Giambetti                 | 2002–                                           |
| Drew Cheetwood            | Milo Giambetti                | 2006–                                           |
| Sonya Eddy                | Epiphany Johnson              | 2006–                                           |
| Saidah Arrika Ekulona     | Janice Lomax                  | 2012–13, 2015–                                  |
| Genie Francis             | Laura Spencer                 | 1977–84, 1993–2002, 2006, 2008, 2013, 2015–     |
| Kathleen Gati             | Liesl Obrecht                 | 2012–                                           |
| Rick Hearst               | Ric Lansing                   | 2002–09, 2014–                                  |
| Carolyn Hennesy           | Diane Miller                  | 2007–                                           |
| Lynn Herring              | Lucy Coe                      | 1986–2001, 2004, 2012–                          |
| Ilene Kristen             | Delia Ryan Coleridge          | 2013, 2014–                                     |
| Michael Leone             | Cameron Spencer               | 2013–                                           |
| Jon Lindstrom             | Dr. Kevin Collins             | 1993–97, 2004, 2013–                            |
| Jon Lindstrom             | Ryan Chamberlain              | 1992–95                                         |
| Charles e Ethan Losie     | Rocco Falconeri               | 2015–                                           |
| Robin Mattson             | Heather Webber                | 1980-83, 2004, 2012–14, 2014–                   |
| Grayson McCouch           | Kyle Sloane                   | 2015–                                           |
| Kimberly McCullough       | Robin Scorpio-Drake           | 1985–2000, 2004–12, 2013–14, 2014–              |
| Donna Mills               | Madeline Reeves               | 2014–                                           |
| Hannah Nordberg           | Josslyn Jacks                 | 2014–                                           |
| Haley Pullos              | Molly Lansing                 | 2009–                                           |
| Caden e Corben Rothweiler | Danny Morgan                  | 2014–                                           |
| Marc Anthony Samuel       | Felix DuBois                  | 2012–                                           |
| Ava e Grace Scarola       | Avery Jerome                  | 2014–                                           |
| Parry Shen                | Brad Cooper                   | 2013–                                           |
| Kin Shriner               | Scott Baldwin                 | 1977–83, 1987–93, 1998, 2000–04, 2007–08, 2013– |
| Brooklyn Rae Silzer       | Emma Drake                    | 2011–                                           |
| Linda Elena Tovar         | Rosalie Martinez              | 2014–                                           |
| Constance Towers          | Helena Cassadine              | 1997–2007, 2009–13, 2014–                       |
| Kristina Wagner           | Felicia Scorpio-Jones         | 1984–2005, 2007–08, 2012–                       |
| Bergen Williams           | Alice Gunderson               | 2001–                                           |
| John J. York              | - Mac Scorpio - James Meadows | - 1991– - 1998                                  |
| William Allen Young       | David Walters                 | 2014–                                           |
| Jacklyn Zeman             | Bobbie Spencer                | 1977–2010, 2013–                                |

## Exibição
| País           | Emissora               | Título           | Ano de estreia  |
| -------------- | ---------------------- | ---------------- | --------------- |
| Estados Unidos | ABC                    | General Hospital | 1963-presente   |
| Alemanha       | Sat.1                  | General Hospital | 1988-??         |
| França         | TF1                    | General Hospital | 1988, 1992-1994 |
| Itália         | Italia 1               | General Hospital | 1982            |
| Itália         | Canale 5               | General Hospital | 1982-1989       |
| Itália         | Rete 4                 | General Hospital | 1989-1993       |
| Polónia        | Polsat                 | Szpital miejski  | ????            |
| Suécia         | TV4                    | General Hospital | 1990-??         |
| Suécia         | TV4 Plus (agora Sjuan) | General Hospital | 2009            |